# FF med Bert
FF med Bert (Föräldrafritt med Bert, även kallad Berttidningen), var en svensk serietidning som utgavs åren 1993–2002. Huvudserierna, Berts dagbok, skapades av Johan Unenge och Måns Gahrton, och är baserade på Bert-böckerna av de svenska författarna Anders Jacobsson och Sören Olsson. Bert Ljungs utseende i dessa serier är samma som i böckerna. I serietidningen förekom även gästserier, och andra reportage. Det utkom även seriealbum om Bert baserade på denna version. År 2000 kortades namnet ner till Bert, och serieinslagen ökade. Bert Ljung debuterade som seriefigur 1993 i serietidningen Fantomen, där han medverkade i en gästserie.

## Inslag

### Huvudserien
Huvudserien utmärker sig genom att inledas när Bert Ljung går i sjätte klass, och inte femte som i bokserien. Detta koncept användes även i TV-serien. Adaptioner av böckerna blandas med nya historier. Det fanns längre sammanhängande serier, och korta "Bert-strippar". Stripparna inleddes med bilder på att Bert tog av sig tröjan fastän han blev tillsagd av någon kompis eller flickvän att det inte rör sig om striptease. Det var en ordvits baserad på likheten mellan att strippa och en (serie)stripp.

### Andra serier
- Ensamma mamman gick i tidningen efter Nikki & Sara.

- Gästserier: Som gästserier förekom bland annat Den unge Spirou, Galningen Gaston, Herman Hedning och Uti vår hage.

- Nikki & Sara i klass 8 E, serie skapad av Emma Hamberg. Nikki & Sara är två flickor i åttonde klass, som bor i Stockholm. Serien byttes senare ut av Ensamma mamman.

- Kalle & Kaspar: fiktiv serie i brevväxlingsform, skriven av Anders Jacobsson och Sören Olsson där den ene var Kalle och den andre Kaspar.

### Andra inslag
- Berts flörttips: så kallade "flörttips", det vill säga tips till läsare hur skulle vara mot någon kille/tjej de gillade extra mycket. Illustrerades ofta med bilder, till exempel där Bert försökte vara sig själv och Klimpen försökte vara "häftig" och till exempel skryta med att han knyckt en snowboard, men Klimpen förlorade på det för han blev inte populär hos tjejerna då, vilket han trott. Ofta illustrerades Bert med tjejen han för tillfället var gillade i serierna.

- FF-klubben var en fanclub som hade en sida.

- Heman Hunters i garaget var en sida om garageband och källarband.

- Pinsamma sidor: läsare skickade in "pinsamheter" de varit med om, eller i alla fall påstått sig varit med om.

- På scenen i (månad) handlade om verkliga artister och musikgrupper.

- Strictly FF: läsare sände in kort på sig själva, där de uttalade sig om sin syn på livet.

- Sörens & Anders extremt viktiga information: Anders och Sören skrev om sin syn på livet eller världsläget.

- Åkes fantastiska värld: faktasida om teknik och naturvetenskap.

- Åkes hackarhörna: faktasida om teknik och nya TV-spel. Oftast var det SEGA-spel man testade.

- Är jag den enda som? - frågespalt om vanliga tonårsproblem.

- Önskereportaget: reportage eller intervju, önskat av läsare.